# GNPTG
GNPTG (англ. N-acetylglucosamine-1-phosphate transferase gamma subunit) – білок, який кодується однойменним геном, розташованим у людей на 16-й хромосомі. Довжина поліпептидного ланцюга білка становить 305 амінокислот, а молекулярна маса — 33 974.
| 10         |  | 20         |  | 30         |  | 40         |  | 50         |
| ---------- |  | ---------- |  | ---------- |  | ---------- |  | ---------- |
| MAAGLARLLL |  | LLGLSAGGPA |  | PAGAAKMKVV |  | EEPNAFGVNN |  | PFLPQASRLQ |
| AKRDPSPVSG |  | PVHLFRLSGK |  | CFSLVESTYK |  | YEFCPFHNVT |  | QHEQTFRWNA |
| YSGILGIWHE |  | WEIANNTFTG |  | MWMRDGDACR |  | SRSRQSKVEL |  | ACGKSNRLAH |
| VSEPSTCVYA |  | LTFETPLVCH |  | PHALLVYPTL |  | PEALQRQWDQ |  | VEQDLADELI |
| TPQGHEKLLR |  | TLFEDAGYLK |  | TPEENEPTQL |  | EGGPDSLGFE |  | TLENCRKAHK |
| ELSKEIKRLK |  | GLLTQHGIPY |  | TRPTETSNLE |  | HLGHETPRAK |  | SPEQLRGDPG |
| LRGSL      |  |            |  |            |  |            |  |            |

A: Аланін

C: Цистеїн

D: Аспарагінова кислота

E: Глутамінова кислота

F: Фенілаланін

G: Гліцин

H: Гістидин

I: Ізолейцин

K: Лізин

L: Лейцин

M: Метіонін

N: Аспарагін

P: Пролін

Q: Глутамін

R: Аргінін

S: Серин

T: Треонін

V: Валін

W: Триптофан

Локалізований у апараті гольджі.
Також секретований назовні.